# Опівнічний клуб
«Опівнічний клуб» (англ. Midnight Club) — американський телевізійний серіал у жанрі «містика-трилер», створений Майком Фланаганом і Лією Фонг, де Фланаган виступає в ролі шоуранера, головного сценариста та виконавчого продюсера. Дія серіалу розгортається в госпісі та розповідає про вісьмох смертельно хворих молодих людей, які утворюють «Опівнічний клуб», зустрічаючись щовечора, щоб розповісти один одному страшні історії, які також зображуються на екрані. Хоча серіал здебільшого базується на романі Крістофера Пайка «Опівнічний клуб» 1994 року, він також містить елементи з багатьох інших його книг, які представлені, як розповіді підлітків.
У серіалі зіграли Іман Бенсон, Адія, Ігбі Рігні, Рут Кодд, Ая Фурукава, Аннара Шепард, Вільям Кріс Самптер і Сауріан Сапкота — вісім членів Опівнічного клубу, а також Гезер Ленгенкемп, Зак Ґілфорд, Метт Бідель і Саманта Слоян — старші люди, які працюють у госпісі або живуть поруч з ним; окрім головних персонажів, актори також зображують героїв казок «Опівнічного клубу».
Прем'єра «Опівнічного клубу» відбулася на Netflix 7 жовтня 2022 року На відміну від трьох попередніх серіалів Фленеґана, це не міні-серіал, і мав тривати кілька сезонів. Однак у грудні 2022 року його скасували після одного сезону.

## Огляд
Група з восьми невиліковно хворих молодих людей живе в госпісі «Брайткліфф Хоум» за межами Сіетла, яким керує загадковий лікар. Вони зустрічаються опівночі щоночі, щоб розповісти один одному страшні історії. Підлітки домовилися, що перший, хто піддасться їхній хворобі, буде відповідати за спілкування з іншими з того світу.

## Актори

### Головні
- Іман Бенсон у ролі Ілонки, підлітка з раком щитоподібної залози, яка записується в Брайткліффський госпіс у надії знайти нетрадиційне лікування
- Ігбі Рігні в ролі Кевіна, члена «Опівнічного клубу», хворого на лейкемію в останній стадії
- Рут Кодд — Аня, сусідка по кімнаті Ілонки з ірландським акцентом і учасниця «Опівнічного клубу». У неї ампутована права гомілка внаслідок раку кісток, для пересування вона використовує інвалідний візок.
- Аннара Кімоун — учасниця «Опівнічного клубу», яка хворіє на лімфому в останній стадії і є відданою християнкою
- Кріс Самптер у ролі Спенсера, хворого на СНІД члена «Опівнічного клубу».
- Адія — Чері, учасниця «Опівнічного клубу», яка має заможних батьків і є патологічним брехуном
- Ая Фурукава — Нацукі, учасниця «Опівнічного клубу», яка хворіє на депресію та рак яєчників останньої стадії
- Сауріян Сапкота в ролі Амеша, члена Опівнічного клубу, який хворіє на гліобластому і є другим новоприбулим до Брайткліффа
- Метт Бідел[4] — Тім, прийомний батько Ілонки
- Саманта Слоян[en][4] — Шаста, жінка, яка живе в комуні неподалік від Брайткліффського госпісу
- Зак Ґілфорд[en][4][9] — Марк, медбрата-практикант госпісу Брайткліффа
- Гезер Ленгенкемп у ролі доктора Джорджини Стентон, загадкової лікарки, яка керує Брайткліффським госпісом

### Повторювані
- Емілія Баранак[en] — Кетрін, дівчина Кевіна
- Даніель Дімер[en] — Ретт, колишній друг Ані
- Кеті Паркер — Асесо, засновниця Paragon
- Ларсен Томпсон[en] — Джулія Джейн, колишня пацієнтка госпісу Брайткліфф
- Роберт Лонгстріт — двірник у госпісі Брайткліфф
- Вільям Б. Девіс у ролі Дзеркальної людини, примарної постаті у видіннях Ілонки
- Патриція Дрейк[en] — примарна постать у видіннях Ілонки
- Крістал Балінт у ролі Меґі, покійної прийомної матері Ілонки
- Дженая Росс у ролі Трістана, прикутого до ліжка мешканця госпісу Брайткліфф
- Генрі Томас[en] — Фрідом Джек, персонаж історії Нацукі.
- Алекс Ессо[en] в ролі Поппі Корн, персонажа історії Нацукі.
- Рахул Колі[10] — Вінсент, персонаж історії Амеша.
- Майкл Трукко — Фредерік, персонаж історії Амеша.

## Епізоди
| № серії | Назва серії        | Режисер(и)            | Сценарист(и)                             | Оригінальна дата виходу |
| --- | ------------------ | --------------------- | ---------------------------------------- | ----------------------- |
| 1 | «Заключний розділ» | Майк Фленеґан         | Майк Фленеґан, Лія Фонг                  | 7 жовтня 2022           |
| У середині 1990-х років у підлітка Ілонки діагностували рак щитоподібної залози на останній стадії. Після видінь, які вона мала, Ілонка вирішує поїхати до госпісу у Брайткліффі, де кілька десятиліть тому підліток на ім’я Джулія Джейн нібито вилікувалась від раку щитоподібної залози. У Брайткліффі Ілонка знайомиться з підлітками, які вже перебувають там; вона зближується з Кевіном, хворим на лейкемію, але має проблеми з сусідкою по кімнаті Анею. У першу ніч ближче до півночі, вона слідує за Анею в бібліотеку, де підлітки зібралися на таємну зустріч «Опівнічного клубу». У цьому клубі вони діляться страшними історіями і домовляються про те, що той, хто помре першим, спробує повернутися, щоб розповісти іншим, чи існує потойбічне життя. У рамках свого вступу в клуб Ілонка розповідає напіввигадану історію про Джулію Джейн. |                    |                       |                                          |                         |
| 2 | «Дві Дани»         | Майк Фленеґан         | Лія Фонг, Джулія Бікнелл і Майк Фленеґан | 7 жовтня 2022           |
| Ілонка намагається розслідувати минуле Джулії та Брайткліффа як штаб-квартири культу під назвою «Парагон», але доктор Стентон, яка керує цим закладом, стверджує, що не знає про обидві теми. Вона досліджує ліси навколо і знайомиться з Шастою, жінкою, яка живе неподалік і вірить у цілющі властивості землі. Аня бачить тінь з червоними очима, яка спостерігає за нею. Для «Опівнічного клубу» вона розповідає історію про балерину, яка уклала угоду з дияволом. Ілонка за допомогою Кевіна проникає до кабінету доктора Стентона і викрадає справу Юлії. Після цього у неї з'являється яскраве видіння, в якому вона бачить Брайткліфф у минулому, і примарну стару жінку. |                    |                       |                                          |                         |
| 3 | «Лихе серце»       | Майкл Фімоньярі       | Елан Ґейл і Майк Фленеґан                | 7 жовтня 2022           |
| Ілонка читає справу Юлії і знаходить малюнки з символом і числом «292.13». Вона розповідає Кевіну про видіння та шепотливі голоси, які чула все своє життя, і які зараз підказують їй зайнятися Джулією, але він не сприймає її всерйоз, оскільки у всіх них галюцинації, викликані медикаментозними препаратами. Трістан, один з пацієнтів Брайткліфа, помирає. Після цього Нацукі здається, що вона бачила Трістана в своїй кімнаті, і розповідає про це іншим членам Опівнічного клубу, але вони вирішують, що цього недостатньо, щоб бути доказом виконання їхньої угоди. Кевін розповідає клубу історію про хлопчика-підлітка, який є серійним вбивцею. Ця історія пробуджує пам'ять Ілонки, і вони з Кевіном йдуть за символом Джулії на таємний поверх під підвалом, де вона бачить примарну фігуру. |                    |                       |                                          |                         |
| 4 | «Поцілуй мене»     | Майкл Фімоньярі       | Джеймс Фленеґан і Майк Фленеґан          | 7 жовтня 2022           |
| Ілонка та Кевін приводять решту членів клубу на таємний поверх. Вони знаходять записи оригінального Опівнічного клубу, який був заснований Джулією в 1969 році, а також докази діяльності сектантів. Ілонка знову зустрічає Шасту. Релігійна Сандра та хворий на СНІД Спенсер сваряться, але миряться після того, як Сандра вибачається за допомогою детективної нуарної історії, яку вона розповідає в «Опівнічному клубі». Спенсер чує голос, який кличе його через домофон у старій кімнаті Трістана. Кевін йде на випускний вечір до своєї дівчини Кетрін. Ілонка розуміє, що «292.13» відноситься до Десяткової системи Дьюї, і використовує її для пошуку в бібліотеці Брайткліффа книги з цим символом на обкладинці. Аня знову бачить тінь і втрачає свідомість. |                    |                       |                                          |                         |
| 5 | «Бувай»            | Еммануель Осей-Куффур | Джулія Бікнелл і Майк Фленеґан           | 7 жовтня 2022           |
| Ілонка робить Ані штучне дихання, приводячи її до тями. Вона читає щоденник, написаний Афіною, яка пережила Парагон. Парагон — культ здоров'я, заснований матір'ю Афіни Асесо в 1931 році, практикував поклоніння п'яти богиням і криваві жертвоприношення, а кульмінацією стало групове вбивство-самогубство, організоване, щоб продовжити життя Асесо. Ілонка вважає, що Юлія прочитала щоденник Афіни і знайшла спосіб вилікувати свій рак. Вона знову бачить стару Брайткліфф і слідує за нею через коридори до бібліотеки, де наштовхується на Кевіна. У клубі Спенсер розповідає всім про голос в інтеркомі, а Амеш розповідає історію про геймера, якого запрошують зіграти в, здавалося б, непереможну військову гру. Аня зізнається Ілонці, що боїться тіні, це робить Ілонку ще більш рішучою у пошуках ліків. |                    |                       |                                          |                         |
| 6 | «Відьма»           | Аксель Керолін        | Чінака Годж і Майк Фленеґан              | 7 жовтня 2022           |
| У «Опівнічному клубі» Кевін продовжує свою розповідь про серійного вбивцю-підлітка, а Ілонка розповідає історію про сучасну відьму, яка намагається за допомогою магії допомогти своїм друзям. Аня знову втрачає свідомість, але Ілонка відмовляється змиритися зі своєю долею. У лісі вона зустрічає Шасту, яка розповідає, що знає про культ п'яти богинь і що ця релігія набагато давніша за Парагон. Ілонка просить Опівнічний клуб провести ритуал за вказівками Шасти, і всі вони беруть у ньому участь. |                    |                       |                                          |                         |
| 7 | «Аня»              | Аксель Керолін        | Джеймс Фленеґан                          | 7 жовтня 2022           |
| Доктор Стентон ловить ключку. Ритуал завершено, але Аня перебуває в комі, де їй сниться, що вона зцілилася і повернулася в суспільство, але її життя порожнє і вона пережила своїх друзів. Аня розуміє, що спить, коли усвідомлює, що сон — це злиття історій Опівнічного клубу. Вона чує голоси своїх друзів, і вони розповідають їй історію, де всі одужали і прожили разом довге життя. Аня помирає уві сні. Шаста розповідає Ілоньці, що ритуал не завжди спрацьовує. Доктор Стентон спалює щоденник Афіни і розмірковує, чи варто закривати «Опівнічний клуб», про який вона знала весь цей час. Ілонка чує, як доктор Стентон говорить комусь по телефону, що один з її пацієнтів, можливо, не смертельно хворий. Ілонка бачить у своїй кімнаті примарних стару жінку і чоловіка, і жінка заявляє, що вона «голодна». |                    |                       |                                          |                         |
| 8 | «Дорога в нікуди»  | В'єт Нгуєн            | Джулія Бікнелл і Майк Фленеґан           | 7 жовтня 2022           |
| Ілонка сперечається з доктором Стентоном про те, що вона випадково почула. Вона клянеться зберігати таємницю, але Ілонка розповідає Кевіну. Вона вірить, що вилікувалася за допомогою ритуалу, і розповідає про це Шасті, яка запрошує її приєднатися до своєї комуни. Спенсер відвідує свою матір,яка відреклася від нього через його сексуальну орієнтацію, щоб заспокоїти її. Опівнічний клуб скасовується, оскільки доктор Стентон зачинила бібліотеку. Нацукі, яка зустрічається з Амешем, розповідає йому заплановану для «Опівнічного клубу» історію про дівчину, яка підвозить пару автостопників. Ілонка йде на таємний поверх будівлі, де бачить стару жінку; коли вона торкається старої, видіння перетворюється на Кевіна. |                    |                       |                                          |                         |
| 9 | «Вічний ворог»     | В'єт Нгуєн            | Елан Гейл і Майк Фленеґан                | 7 жовтня 2022           |
| Сандра — єдина, у якої рак регресував, і доктор Стентон каже їй, що її смертельний діагноз був помилковим. Кевін розповідає Ілонці, що він ходить уві сні на таємний поверх відтоді, як вони знайшли його, і що він бачив ті ж видіння і фігури, що і вона. Вони розповідають про це іншим членам Опівнічного клубу, але зустрічаються зі скептицизмом, особливо коли Сандра зізнається, що це вона розмовляла зі Спенсером через домофон Трістана. Розчарована Ілонка йде до Шасти, яка розповідає, що вона — Джулія Джейн. У клубі «Опівніч» Спенсер розповідає історію про студента коледжу, відеомагнітофон якого записує новини з майбутнього. Ілонка прокрадається в будівлю з Шастою та іншими членами комуни, щоб провести ритуал зцілення , але у неї виникають підозри, коли ритуал відрізняється від того, якого її навчила Шаста. Доктор Стентон перериває ритуал до того, як він може бути завершений. |                    |                       |                                          |                         |
| 10 | «Опівночі»         | Морган Беґґс          | Майк Фленеґан і Лія Фонг                 | 7 жовтня 2022           |
| Доктор Стентон перериває ритуал, рятуючи життя Ілонки та інших жінок, але Шаста тікає. Ілонка розуміє, що вона намагалася використати її для ритуалу вбивства-самогубства, який, як сподівалася, продовжить її власне життя. Доктор Стентон вважає, що в минулому рак Шасти/Джулії спонтанно регресував, але Шаста приписувала це магії, а не везінню, і вона намагається провести ритуал знову, оскільки рак повернувся. Ілонка нарешті починає приймати свою неминучу смерть. Сандра після слізного прощання з друзями їде додому. Амеш починає бачити тінь, що переслідує його. Мати Спенсера приїжджає до нього на День сім'ї. Кевін розлучається зі своєю дівчиною, щоб продовжити стосунки з Ілонкою. Вона виявляє, що розбита статуетка балерини Ані знову стала цілою, і повідомляє про це «Опівнічному клубу», який попередньо сприймає це як знак від Ані. Кевін закінчує свою історію про серійного вбивцю-підлітка, а Ілонка — про відьму, решта членів «Опівнічного клубу» допомагають їй розповісти фінал. Епізод закінчується розкриттям того, що старий і жінка, яких бачили Ілонка і Кевін, є первісними засновниками будівлі Брайткліффа, і що доктор Стентон має татуювання культу п'яти богинь. |                    |                       |                                          |                         |

## Виробництво

### Розробка
У травні 2020 року було оголошено про початок екранізації підліткового роману Крістофера Пайка «Опівнічний клуб» для Netflix Майком Фленеґаном і Лією Фонг. В інтерв'ю для IGN Фланаган розповів, що його глибоко надихнув антологічний серіал жахів Nickelodeon «Чи боїшся ти темряви?». Після виходу в жовтні 2022 року Фленеґан підтвердив, що серіал також адаптує всі «28 книг» Пайка, представившись як «Опівнічний клуб» — але історії, які діти розповідають [один одному], будуть іншими книгами Крістофера Пайка", запланувавши кілька сезонів. 1 грудня 2022 року Netflix скасував серіал після одного сезону.

### Кастинг
Фланаган підтвердив акторський склад у серії твітів у Twitter: Адія, Ігбі Рігні, Рут Кодд, Ая Фурукава, Аннара Шепард, Вільям Кріс Самптер, Сауріян Сапкота в головних ролях, і Хізер Лангенкамп в ролі лікаря, який очолює госпіс для невиліковно хворих. Зак Ґілфорд і Метт Бідел, а також постійні співробітники Фланагана Саманта Слоян і Роберт Лонгстріт з'являються в епізодичних ролях. У квітні 2021 року до акторського складу приєдналися Іман Бенсон, Ларсен Томпсон,Вільям Б. Девіс, Крістал Балінт і Патриція Драк.

### Зйомки
Виробництво проекту розпочалось 15 березня 2021 року в місті Бернабі, Британська Колумбія, і планувалось завершити 8 вересня 2021 року, прот завершилося 10 вересня. Режисером перших двох епізодів серіалу є Фланаган, а над іншими епізодами працювали Аксель Каролін, Еммануель Осей-Куффур, Майкл Фімоньярі, Морган Беґґс і В'єт Нгуєн.

## Випуск
«Опівнічний клуб» вийшов на Netflix 7 жовтня 2022 року

## Рецензія
Вебсайт-агрегатор оглядів Rotten Tomatoes повідомив про рейтинг схвалення 87 % із середнім рейтингом 7,4/10 на основі 54 рецензій критиків. Консенсус критиків на сайті звучить так: «Гаряча смуга Майка Фленеґана у створенні щирих історій жахів продовжується у „Опівнічному клубі“, історії про смертельно хворих підлітків, розказаній з поштовхами та радістю життя». Metacritic, який використовує середньозважену оцінку, виставив оцінку 64 бали зі 100 на основі рецензій 21 критика, що свідчить про «загалом схвальні відгуки».
Перша серія серіалу побила світовий рекорд Гіннеса за кількістю сценарних переляків в одному епізоді телебачення — 21 переляк.
У період з 2 по 23 жовтня 2022 року «Опівнічний клуб» провів 90,31 млн годин у топ-10 Netflix.